# Daniel Burman
Daniel Burman (Buenos Aires; 29 de agosto de 1973) es un director, escritor, guionista y productor de cine argentino. Se lo considera uno de los más destacados cineastas de la Nueva Ola del Cine Argentino. Por su labor como autor y director recibió más de 100 premios internacionales, entre ellos el Oso de Plata en el Festival de Berlín, el Grand Prix de Public en Biarritz, el Premio Fipresci en Valladolid y el Premio Coral en La Habana, entre otros. Además, en reconocimiento a su visión humanitaria, fue galardonado con el Premio Robert Bresson, entregado por el Estado Vaticano en el Festival de Venecia, honor que comparte con cineastas como Wim Wenders, Alexander Sokurov y Manoel de Oliveira.

## Carrera
Su primer documental data de 1993, ¿En qué estación estamos?, y obtiene el premio especial de la Unesco. Dos años más tarde crea su sociedad de producción, llamada Cine, con la que realiza su primer largometraje, Un crisantemo estalla en cinco esquinas, film seleccionado para los festivales de Berlín y Sundance, luego para los festivales de Montreal, Biarritz, San Sebastián, Chicago y La Habana. Burman realiza luego Esperando al Mesías, presentado en la 57.ª Muestra de Venecia, y es seleccionado para los festivales de Toronto, Tokio, Tesalónica y Sao Paulo. Obtiene el Gran Premio del público en el festival de Biarritz, el premio FIPRESCI en Valladolid, el premio Coral de la Mejor Película en el Festival de La Habana y el Premio al mejor Actor en el Festival de Buenos Aires.
En 1995 funda BD Cine y estableciendo lazos de producción y distribución con partners como MGM, Disney, Buena Vista, FOX, NHK Japan, Canal Plus, TVE, HBO y Turner.
Burman produjo 7 días en el Once, documental sobre la historia y la vida cotidiana del barrio del Once, volviendo sobre el atentado contra la AMIA de 1994 y principal hogar de la comunidad judía de Buenos Aires. El cineasta luego realiza Todas las azafatas van al cielo y gana el premio al Mejor Guion en el festival de Sundance/NHK 2001. La película se proyecta en el Festival de Berlín 2002.
En 2003, Burman coproduce Diarios de motocicleta de Walter Salles y Nadar solo de Ezequiel Acuña. Ese mismo año realiza y produce El abrazo partido que recibe el apoyo de Cinemart, Canal+ de España, y del Fondo Sud, compite oficialmente en el festival de Berlín 2004 y obtiene el gran premio del jurado y el Oso de Plata.
En 2006 dirige Derecho de familia, obteniendo el Cóndor de Plata a Mejor Director de manos de la Asociación de Cronistas Cinematográficos de la Argentina. Dos años más tarde estrena El nido vacío, película nominada a la Concha de Oro en el Festival de San Sebastián.
En abril de 2010 estreno su película Dos hermanos protagonizada por Graciela Borges y Antonio Gasalla. En 2011 obtuvo el Premio Konex como uno de los 5 mejores directores de cine, y otro junto a Marcelo Birmajer, como unos de los 5 mejores guionistas de cine de la década en la Argentina.[cita requerida]
Fue miembro fundador de la Academia de las Artes y Ciencias Cinematográficas de la Argentina y vocal en su primera comisión directiva.
En 2014 crea Oficina Burman, para incursionar en la industria de productos audiovisuales para TV y nuevas plataformas en el mercado internacional.
En 2015 Globo (Brasil) elige a Oficina Burman como aliado regional para posicionarse dentro del mercado audiovisual en idioma español creando la serie "Supermax", primer proyecto surgido de esta alianza. En asociación con TV Azteca, Mediaset y la TV Pública Argentina, "Supermax" es estrenada con gran suceso en abril de 2017.
También durante 2017, Netflix elige a Oficina Burman para desarrollar y producir "Edha", la primera serie  original de Netflix en Argentina. Un thriller dramático ambientado en el mundo de la moda, con estreno simultáneo en 190 países, en marzo de 2018.
Desde principios de 2018, Oficina Burman forma parte del grupo audiovisual español Mediapro. 
Durante 2019, junto a Viacom Internacional, Oficina Burman llevó adelante la tira Pequeña Victoria, idea original de Erika Halvorsen y Daniel Burman, protagonizada por Julieta Díaz, Natalie Pérez, Inés Estévez y Mariana Genesio Peña, emitida en el prime time de Telefe.
Se desempeña como Head of Content de Mediapro US, para Estados Unidos, México y América Central.

## Filmografía
- Transmitzvah (2024)
- Iosi, el espía arrepentido (2022-2023)
- Edha (2018)
- El rey del Once (2016)
- El misterio de la felicidad (2014)
- La suerte en tus manos (2012)
- Dos hermanos (2010)
- El nido vacío (2008)
- Derecho de familia (2005)
- 18-J (2004) (episodio sin título)
- El abrazo partido (2003)
- Un cuento de Navidad - Telefilm (2003)
- Todas las azafatas van al cielo (2001)
- Esperando al Mesías (2000)
- Un crisantemo estalla en cinco esquinas (1997)
- Niños envueltos - Cortometraje (1995)
- Help o el pedido de auxilio de una mujer viva - Cortometraje (1994)
- Post data de ambas cartas - Cortometraje - (1993)
- ¿En qué estación estamos? - Cortometraje - (1992)